# Tảo Dương Văn
Tảo Dương Văn là một xã thuộc huyện Ứng Hòa, thành phố Hà Nội, Việt Nam. Xã bao gồm 4 thôn: Tảo Khê, Đông Dương, Văn Ông và Văn Cao
Tảo Dương Văn là xã phía nằm ở phía Nam huyện Ứng Hoà, Hà Nội. Xã này giáp thị trấn Vân Đình (về phía Bắc). Xã gồm 3 thôn: Tảo Khê, Đông Dương, Văn Ông và Văn Cao, trong đó thôn Văn Cao vốn là một làng mới được thành lập, dân cư chủ yếu có nguồn gốc từ xã Cao Thành.
Tảo Dương Văn là một xã thuần nông nghiệp, kinh tế chưa phát triển vì các mô hình kinh tế đều nhỏ lẻ và chưa có định hướng. Ngày nay nhân dân trong xã chuyển đổi hình thức sang làm kinh tế trang trại. Ở đó mọi người vừa kết hợp cấy lúa với thả cá và chăn nuôi.
Trụ sở ủy ban nhân dân xã đang được xây dựng mới năm 2010 trên nền của ủy ban nhân dân xã cũ, cơ sở vật chất của xã đã khang trang hơn nhưng vẫn còn thiếu thốn nhiều.
Con người nơi đây rất hiền hoà thuần chất, mộc mạc, chăm chỉ và hiếu học ngày nay đã có rất nhiều người học hành đỗ đạt cao, thậm chí được đi du học ở nước ngoài.
Thôn Tảo Khê thuần là nông nghiệp, giàu truyền thống hiếu học yêu nước, có nhiều người tài thành đạt phục đất nước như: Cụ Nguyễn Văn Lộc (Trương Đỗ Uông),Ngô Thúc Lanh, TSNgô Huy Cẩn cha của giáo sư Ngô Bảo Châu
Nguyễn Văn Lộc sinh năm 1914 tại Ứng Hòa, Hà Tây cũ - mất năm 1979 tại Hà Nội là nhà cách mạng Việt Nam, Ủy viên Dự khuyết Ban Chấp hành Trung ương Đảng Cộng sản Việt Nam, Bộ trưởng Bộ Nông nghiệp, Chủ nhiệm Ủy ban Thanh tra của Chính phủ.
Ông có tên gọi khác là Trương Đỗ Uông, quê quán ở xã Tảo Dương Văn, huyện Ứng Hòa, Hà Nội, tham gia cách mạng từ năm 18 tuổi.
Năm 1938, ông được kết nạp vào Đảng Cộng sản Đông Dương. Tháng 4/1946 ông được giao phụ trách phong trào của 3 tỉnh Cao Bằng, Bắc Cạn và Thái Nguyên… Kháng chiến chống Pháp bùng nổ, ông được cử làm Phó Bí thư Khu ủy khu II; Phó Bí thư liên khu III (1948); Bí thư liên khu ủy III, Chủ tịch Mặt trận thống nhất Liên khu III (1954).
Ông cũng từng giữ chức Bí thư Tỉnh ủy Hà Đông và Bí thư Tỉnh ủy Sơn Tây. Tháng 7/1958, ông được bổ nhiệm làm Thứ trưởng Bộ Thủy lợi.
Năm 1960, ông được bầu làm Ủy viên dự khuyết Ban Chấp hành Trung ương Đảng Lao động Việt Nam. Sau đó được bổ nhiệm làm Bộ trưởng Bộ Nông nghiệp (1967 - 1971) [1],[2], Bộ trưởng Phó Chủ nhiệm Ủy ban Nông nghiệp Trung ương (1971 - 1974) [3], Chủ nhiệm Ủy ban Thanh tra Chính phủ (1974 - 1976).[4][5]...
Năm 2006, ông được Đảng và Nhà nước truy tặng huân chương cao quý nhất- Huân chương sao vàng[5].
Tại phường Mỗ Lao, quận Hà Đông, Thành phố Hà nội có đường mang tên ông.
Thôn (làng) Đông Dương có vị trí địa linh, nếu nhìn từ trên cao ngôi làng như một cánh diều, ngôi làng được bao bọc xung quanh là các ao hồ. Đường đi của làng có hình bàn cờ nên giao thông đi lại rất thuận tiện. Tại đây, bây giờ vẫn giữ được văn hóa của làng quê đồng bằng bắc bộ, vẫn giữ được những cây đa cổ thụ có tuổi thọ đến nghìn năm. Hội làng truyền thống được tổ chức vào ngày 10,11,12 tháng 3 Âm Lịch. Đông Dương là một làng có truyền thống hiếu học qua các thế hệ, lớp sau nối tiếp lớp trước có nhiều người đỗ đại học, có nhiều người thành đạt, giữ chức vụ cao trong cơ quan nhà nước và tập đoàn kinh tế...Trong đó, dòng họ Nguyễn Thế có truyền thống hiếu học nổi bật nhất, cũng như trong toàn xã Tảo Dương Văn.
Thôn Văn Ông có chùa Văn Ông đã được nhà nước xếp hạng di tích quốc gia, làng này có hệ thống đền chùa rải khắp và đa dạng. Mỗi ba năm thường tổ chức lễ hội đặc sắc và giàu truyền thống.
Kinh tế từ những năm 2000 có chuyển biến rõ rệt đời sống có chuyển biến rõ nét hơn. Con người được quan tâm và chú trọng hơn về học tập. Người dân làng này có xu hướng thoát ly ra Hà Nội rất nhiều và bằng nhiều hình thức.
Thôn Văn Cao được hình thành trên phần đất trước kia thuộc thôn Văn Ông. Ở ngôi làng này mật độ dân số thấp hơn so với các thôn còn lại.